# Альпиния галанга
Альпиния галанга (лат. Alpínia galánga), или Калган галанга, или Калган большой — многолетнее травянистое растение, вид рода Альпиния семейства Имбирные (Zingiberaceae). Культивируется в Азии как пряность.

## Ботаническое описание
Многолетнее травянистое растение, достигающее высоты в 2 метра. Образует почкообразные ризомы (корневища). Корни растения — жёлто-белые.
Листья крупные, длиной 25—35 см и шириной от 6 до 10 см.
Время цветения — от мая до августа, плодоношения — от сентября до ноября.
Плоды овальной формы, по достижении спелости коричневого или красноватого цвета, от 1 до 1,5 см длиной и диаметром около 7 мм. Содержат от 3 до 7 семян.

## Распространение и среда обитания
Ареал этого растения — Юго-Восточная Азия и Индонезия. Культивируется в Таиланде, Лаосе и Малайзии.

## Хозяйственное значение и применение
Alpinia galanga является одной из наиболее распространённых пряностей — калган, используемых в таиландской кухне. Входит в состав всемирно известных супов том ям и том кха. Используется при изготовлении пряных паст для заправки национальных блюд. Как правило, это сладковатые, острые на вкус пасты.
При приготовлении кушаний используется исключительно желтоватое, деревянистое корневище Alpinia galanga с её розовыми боковыми усиками. Оно очищается от оболочки и измельчается, для приготовления пряных паст затем вываривается в пюре; для приготовления супов — разрезается на дольки. Вкус долек гарангала — остро-горьковатый, сравнимый с чёрным перцем и хвоей, обусловленный содержащимися в растении эфирными маслами. Сами они в пищу не употребляются.
Корень Alpinia galanga используется также в китайской и тайской народных медицинах как средство, улучшающее пищеварение. Для этого пьют настойку тёртого корня Alpinia galanga, смешанного с лимонным соком, что является и болеутоляющим средством при резях в животе. Порошок из галанги применяется также при аллергических высыпаниях на кожных покровах.
Входит в состав церковного мира.

## Таксономия
Alpinia galanga (L.) Willd., Species Plantarum. Editio quarta 1(1): 12. 1797.

### Синонимы
Homotypic:
- Maranta galanga L., Sp. Pl. ed. 2: 3. 1762.
- Amomum galanga (L.) Lour., Fl. Cochinch.: 5. 1790.
- Galanga officinalis Salisb., Trans. Hort. Soc. London 1: 281. 1812.
- Zingiber galanga (L.) Stokes, Bot. Mat. Med. 1: 72. 1812.
- Languas galanga (L.) Stuntz, Bull. Bur. Pl. Industr. U.S.D.A. 261: 21. 1912.

Heterotypic:
- Galanga major Garsault, Fig. Pl. Méd.: t. 16 a. 1764, opus utique oppr.
- Languas vulgare J.Koenig in Retz., Observ. Bot. 3: 64. 1783.
- Zingiber sylvestre Gaertn., Fruct. Sem. Pl. 1: 34. 1788.
- Amomum medium Lour., Fl. Cochinch.: 4. 1790.
- Heritiera alba Retz., Observ. Bot. 6: 17. 1791.
- Hellenia alba (Retz.) Willd., Sp. Pl., ed. 4, 1: 5. 1797.
- Alpinia alba (Retz.) Roscoe, Trans. Linn. Soc. London 8: 346. 1807.
- Zingiber medium Stokes, Bot. Mat. Med. 1: 72. 1812.
- Alpinia pyramidata Blume, Enum. Pl. Javae: 58. 1827.
- Alpinia carnea Griff., Not. Pl. Asiat. 3: 420. 1851.
- Alpinia viridiflora Griff., Not. Pl. Asiat. 3: 423. 1851.
- Alpinia rheedei Wight, Icon. Pl. Ind. Orient. 6: 19. 1853.
- Alpinia bifida Warb., Bot. Jahrb. Syst. 13: 275. 1891.
- Alpinia galanga var. pyramidata (Blume) K.Schum., Bot. Jahrb. Syst. 28: 275. 1899.
- Languas pyramidata (Blume) Merr., Enum. Philipp. Fl. Pl. 1: 233. 1923.